# Petru Tărniceru
Petru Tărniceru (n. 23 iunie 1959, Vatra Dornei, județul Suceava) este un politician român, fost membru al Parlamentului României.
Petru Tărniceru a fost ales pe listele PSD. În cadrul activității sale parlamentare, Petru Tărniceru a fost membru în grupurile parlamentare de prietenie cu Republica Ecuador și Republica Elenă. 